# Loving Hearts
Loving Hearts è un cortometraggio muto del 1910 prodotto dalla Lubin. Il nome del regista non viene riportato nei credit del film.

## Trama
Scrivendo una storia, un giovane autore pensa che la lettera d'amore che ha inserito nella storia non vada bene e si mette a pensare a un altro testo. Il foglio scartato si posa sul pavimento dove viene trovato dalla sorella dello scrittore. La ragazza pensa che la lettera sia la dichiarazione tanto attesa del suo fidanzato e, nell'entusiasmo, la fa cadere per terra. Viene ritrovata dal maggiordomo che la posa sul tavolo. La governante, allora, immagina che sia per lei. La lettera passa di mano in mano, dalla cameriera al ragazzo delle consegne, dal poliziotto alla cuoca e tutti vengono coinvolti in una sorta di frenesia amorosa che unisce otto cuori innamorati prima che si venga a scoprire che la lettera è stata il frutto della fantasia del padrone di casa.

## Produzione
Il film fu prodotto dalla Lubin Manufacturing Company.

## Distribuzione
Distribuito dalla Lubin Manufacturing Company, il film - un cortometraggio di 150 metri di genere romantico - venne distribuito nelle sale statunitensi il 14 febbraio 1910, il giorno di San Valentino. Nelle proiezioni, veniva programmato con il sistema dello split reel, accorpato in un'unica bobina con un altro cortometraggio dello stesso genere prodotto dalla Lubin, The Hand of the Heiress.